# Lijst van rijksmonumenten in Den Haag/Koninginnegracht
Een overzicht van de 24 rijksmonumenten in de stad Den Haag gelegen aan de Koninginnegracht.
| Object | Oorspronkelijke functie? | Bouwjaar | Architect                 | Locatie              | Coördinaten?                 | Nr.?   | Afbeelding        |
| --- | ------------------------ | -------- | ------------------------- | -------------------- | ---------------------------- | ------ | ----------------- |
| Statig woonhuis van harmonische architectuur | Woonhuis                 | ca. 1860 |                           | Koninginnegracht 25  | 52° 5' 18" NB, 4° 18' 46" OL | 17631  | Meer afbeeldingen |
| Statig woonhuis van harmonische architectuur | Woonhuis                 | ca. 1860 |                           | Koninginnegracht 26  | 52° 5' 19" NB, 4° 18' 46" OL | 17632  | Meer afbeeldingen |
| Statig woonhuis van harmonische architectuur | Woonhuis                 | ca. 1860 |                           | Koninginnegracht 27  | 52° 5' 19" NB, 4° 18' 46" OL | 17633  | Meer afbeeldingen |
| Statig woonhuis van harmonische architectuur | Woonhuis                 | ca. 1860 |                           | Koninginnegracht 28  | 52° 5' 19" NB, 4° 18' 45" OL | 17634  | Meer afbeeldingen |
| Statig woonhuis van harmonische architectuur | Woonhuis                 | ca. 1860 |                           | Koninginnegracht 29  | 52° 5' 20" NB, 4° 18' 45" OL | 17635  | Meer afbeeldingen |
| Statig woonhuis van harmonische architectuur | Woonhuis                 | ca. 1860 |                           | Koninginnegracht 30  | 52° 5' 20" NB, 4° 18' 45" OL | 17636  | Meer afbeeldingen |
| Statig woonhuis van harmonische architectuur | Woonhuis                 | ca. 1860 |                           | Koninginnegracht 31  | 52° 5' 21" NB, 4° 18' 45" OL | 17637  | Meer afbeeldingen |
| Statig woonhuis van harmonische architectuur | Woonhuis                 | ca. 1860 |                           | Koninginnegracht 32  | 52° 5' 21" NB, 4° 18' 44" OL | 17638  | Meer afbeeldingen |
| Statig woonhuis van harmonische architectuur | Woonhuis                 | ca. 1860 |                           | Koninginnegracht 33  | 52° 5' 21" NB, 4° 18' 44" OL | 17639  | Meer afbeeldingen |
| Statig woonhuis van harmonische architectuur | Woonhuis                 | ca. 1860 |                           | Koninginnegracht 34  | 52° 5' 22" NB, 4° 18' 44" OL | 17640  | Meer afbeeldingen |
| Statig woonhuis van harmonische architectuur | Woonhuis                 | ca. 1860 |                           | Koninginnegracht 35  | 52° 5' 22" NB, 4° 18' 43" OL | 17641  | Meer afbeeldingen |
| Twee wachthuisjes met hek | Gebouw                   | ca. 1840 | Z. Reijers (vermoedelijk) | Koninginnegracht     | 52° 5' 45" NB, 4° 18' 17" OL | 17642  | Upload foto       |
| Hoekpand in rationalistische bouwstijl | Woonhuis                 | 1912     | H.P. Berlage              | Koninginnegracht 146 | 52° 5' 46" NB, 4° 18' 21" OL | 459702 | Meer afbeeldingen |
| Herenhuis | Woonhuis                 | 1870     |                           | Koninginnegracht 39  | 52° 5' 24" NB, 4° 18' 42" OL | 476033 | Meer afbeeldingen |
| Herenhuis | Woonhuis                 | 1870     |                           | Koninginnegracht 40  | 52° 5' 24" NB, 4° 18' 41" OL | 476034 | Meer afbeeldingen |
| Linkerhelft van dubbel herenhuis in een eclectische bouwstijl | Woonhuis                 | ca. 1875 | H.J. van den Brink        | Koninginnegracht 48  | 52° 5' 26" NB, 4° 18' 40" OL | 476035 | Meer afbeeldingen |
| Rechterhelft van dubbel herenhuis in een eclectische bouwstijl | Woonhuis                 | ca. 1874 | H.J. van den Brink        | Koninginnegracht 49  | 52° 5' 26" NB, 4° 18' 39" OL | 476036 | Meer afbeeldingen |
| Linkerhelft van dubbel herenhuis in eclectische bouwstijl, met voornamelijk aan de renaissance, de Lodewijk XIV- en de Lodewijk XVI-stijl en het Empire ontleende motieven  | Woonhuis                 | ca. 1874 | H.J. van den Brink        | Koninginnegracht 57  | 52° 5' 28" NB, 4° 18' 38" OL | 476037 | Meer afbeeldingen |
| Rechterhelft van dubbel herenhuis in eclectische bouwstijl, met voornamelijk aan de renaissance, de Lodewijk XIV- en de Lodewijk XVI-stijl en het Empire ontleende motieven | Woonhuis                 | ca. 1874 | H.J. van den Brink        | Koninginnegracht 58  | 52° 5' 29" NB, 4° 18' 38" OL | 476038 | Meer afbeeldingen |
| Herenhuis | Woonhuis                 | 1880     |                           | Koninginnegracht 61  | 52° 5' 30" NB, 4° 18' 37" OL | 476039 | Meer afbeeldingen |
| Herenhuis | Woonhuis                 | 1882     |                           | Koninginnegracht 62  | 52° 5' 30" NB, 4° 18' 37" OL | 476040 | Meer afbeeldingen |
| Herenhuis | Woonhuis                 | 1882     |                           | Koninginnegracht 63  | 52° 5' 30" NB, 4° 18' 36" OL | 476041 | Meer afbeeldingen |
| Herenhuis, aan drie zijden vrijstaand, gebouwd in een eclectische bouwstijl met sterke invloed van de neo- renaissance                                                      | Woonhuis                 | ca. 1874 |                           | Koninginnegracht 56  | 52° 5' 28" NB, 4° 18' 38" OL | 487577 | Meer afbeeldingen |
| Herenhuis, aan drie zijden vrijstaand | Woonhuis                 | ca. 1870 |                           | Koninginnegracht 37  | 52° 5' 23" NB, 4° 18' 42" OL | 487579 | Meer afbeeldingen |